# Rue de Vertais
La rue de Vertais est une voie publique de Nantes, en France.

## Situation et accès
Située dans le quartier de l'île de Nantes la « rue de Vertais » débute boulevard Adolphe-Billault et se termine square Vertais.

## Origine du nom
La rue porte le nom de l'ancien bourg qu'elle traversait autrefois, qui se trouvait naguère sur l'île homonyme, intégrée aujourd'hui à l'île de Nantes.

## Historique
La jonction entre les deux rives de la Loire entre Nantes et Rezé est réalisée vers le IXe ou Xe siècle. Il s'agit d'une chaussée de terre battue jalonnée de passerelles de bois sur pilotis. Ces passerelles sont souvent détruites lors des crues de la Loire, mais la voie est un axe important entre la Bretagne et le Poitou.
À la tête nord du pont de Pirmil, se développa le bourg de Vertais (ou Vretais) qui devint très vite une agglomération importante et porta le titre de Seigneurie. Celle-ci s'achetait, comme une propriété transitoire et non patrimoniale.
Le roi Charles IX ordonne, vers 1565, la construction d'une ligne de ponts de pierre pour sécuriser cette voie importante. L'ensemble mesure 2 km de long. Cette voie se retrouve, sur l'île de Nantes, dans le tracé des rues actuelles : rue Grande-Biesse, rue Petite-Biesse, rue de Vertais, qui relie le pont de la Madeleine, au nord, au pont de Pirmil, au sud.
Cette longue route, intitulée sur certaines anciennes cartes « route de Nantes à Bordeaux », est donc une chaussée qui franchit les boires via des ponts. L'accès à la rue de Vertais qui fut élargie au XVIIIe siècle se faisait au nord depuis l'île de Petite Biesse par le pont des Récollets, franchissant la boire des Récollets, où se trouvait d'ailleurs un moulin à eau accompagné d'un logement pour le meunier qui disparut à la même époque et au sud depuis le pont de Pirmil (auquel on accédait à partir de l'actuelle place Victor-Mangin que l'on appelait alors « place de Pirmil ») franchissant le « bras de Pirmil ».
Au XVIIIe siècle, les activités économiques du bourg de Vertais était la fabrication des indiennes et autres toiles de couleur ; ainsi que l'industrie du raffinage de sucre.

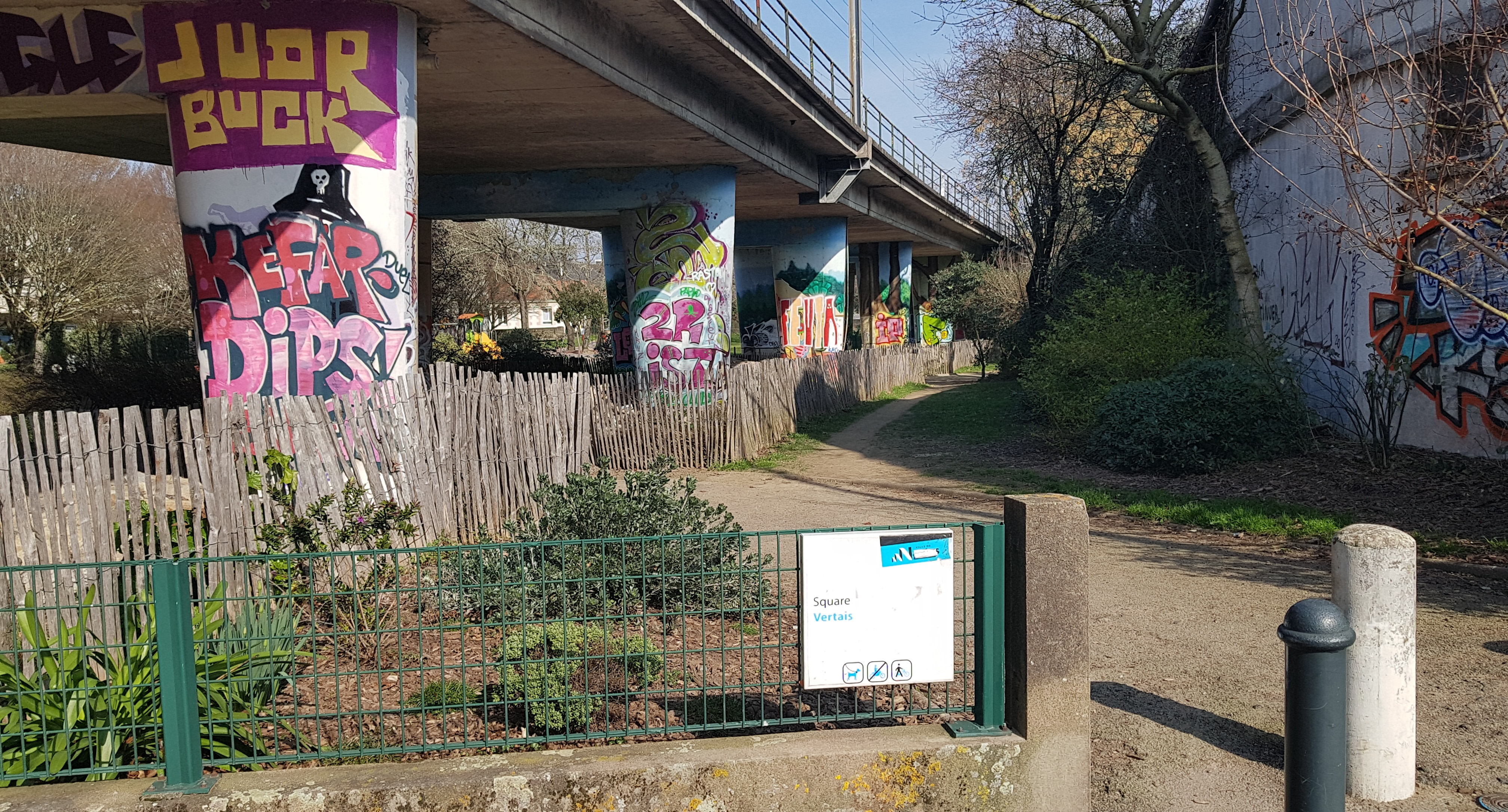
Le square Vertais, reste de l'ancienne rue de Vertais.

Le réaménagement du quartier environnant au lendemain de la seconde Guerre mondiale, comme l'agrandissement de la place Victor-Mangin et l'ouverture du boulevard des Martyrs-Nantais-de-la-Résistance fit disparaitre une grande partie de l'artère dont il ne reste aujourd'hui qu'un tronçon. Son extrémité nord est désormais absorbée dans le square Vertais (dont une allée reprend le tracé d'origine) aménagé en 1965 sous le pont ferroviaire supportant le nouveau tracé de la Ligne ferroviaire Nantes - Saint-Gilles-Croix-de-Vie inaugurée quelques années auparavant et qui nécessita démolition des dernières habitations riveraines de la rue.
Ce qui reste aujourd'hui de la rue de Vertais n'est plus qu'une portion d'une vingtaine de mètres en impasse située au sud du square.